# Anna N. Żytkow
| (8012) 1990 HO3                                | 29 de abril de 1990 |
| (8361) 1990 JN1                                | 1 de mayo de 1990   |
| (15810) Arawn                                  | 12 de mayo de 1994  |
| (16684) 1994 JQ1                               | 11 de mayo de 1994  |
| (48443) 1990 HY5                               | 29 de abril de 1990 |
| (58165) 1990 HQ5                               | 29 de abril de 1990 |
| (73682) 1990 HU5                               | 29 de abril de 1990 |
| Todos fueron descubiertos junto con Mike Irwin |                     |

Anna Nikola Żytkow (pronunciación polaca: [ˈanːa ˈʐɨtkɔf], nacida el 21 de febrero de 1947) es una astrofísica polaca que trabaja en el Instituto de Astronomía de la Universidad de Cambridge.

## Objetos de Thorne-Żytkow
En 1976, Żytkow desarrolló junto con Kip Thorne un modelo teórico para un nuevo tipo de estrella, el objeto de Thorne–Żytkow (TŻO por sus siglas en inglés), que consiste en una estrella con una estrella de neutrones o bien un agujero negro en el núcleo. La generación de un objeto así es rara y solamente existen dos procesos que definan la estructura y la evolución de un TŻO. En el primero de estos procesos, tiene que producirse una colisión entre una estrella de neutrones y una estrella normal, sea enana o gigante, para fusionar los dos objetos en uno solo. Este proceso es raro, ya que las estrellas no suelen colisionar entre sí, y solamente podría ocurrir razonablemente en un cúmulo con alta densidad de estrellas. El segundo proceso, que da lugar a un TŻO de mayor tamaño, tiene lugar cuando una estrella se expande para formar una supergigante y absorbe a su compañera, una estrella de neutrones.
Tras una búsqueda de este tipo de estrellas a lo largo de unos 40 años, un equipo dirigido por Emily Levesque (Universidad de Colorado en Boulder), y del que formaba parte Anna Żytkow, encontró en 2014 el primer candidato viable a ser un TŻO con el telescopio Magallanes Clay de 6,5 metros en el Observatorio Las Campanas, en una búsqueda de este tipo de estrellas que se había prolongado casi 40 años.

## Descubrimientos en el cinturón de Kuiper
En diciembre de 1995, Mike Irwin, Scott Tremaine, y Anna N. Żytkow trabajaron en el sondeo de dos objetos de desplazamiento lento que probablemente están situados en el cinturón de Kuiper. Żytkow y el resto del grupo siguieron las investigaciones de Edgeworth (1949) y Kuiper (1951), según las cuales el disco protoplanetario se extiende más allá de Neptuno y el material con órbita mayor que Neptuno no llegó a formar planetas. Este grupo de planetésimos se conoce en la actualidad como el cinturón de Kuiper. El grupo de Żytkow empleó la mayor parte de su tiempo ajustando el foco de la cámara y de los instrumentos sujetos al Telescopio Isaac Newton (INT). El grupo utilizó el método de Montecarlo, que ha dado lugar a múltiples simulaciones en dos etapas separadas:
- La primera etapa es la tasa de detección de imágenes provenientes del INT en función de la magnitud, que se calculaba añadiendo imágenes artificiales a las imágenes originales.[7]
- La segunda etapa consiste en examinar la tasa de detección para una serie de imágenes artificiales provenientes del INT a continuación de la trayectoria de estos objetos de desplazamiento lento.[7]

Este sondeo dio como resultado la detección de dos nuevos objetos del cinturón de Kuiper en un el área de 0,7 grados cuadrados, con una magnitud relativa límite de 23,5.